# 代赖奇凯区
代赖奇凯区（匈牙利語：Derecskei járás），是匈牙利豪伊杜-比豪尔州的一个区，总面积650.30平方公里，总人口41,701人（2011年），人口密度64人/平方公里。中心城市为代賴奇凱。

## 市镇
代赖奇凯区包含两个城镇、两个大村和9个村庄。